# Pukapuka (islas Cook)
Pukapuka es uno de los atolones de coral de las Islas Cook (Estado asociado con Nueva Zelanda). De todas las islas habitadas del archipiélago (600 habitantes en total) es la más aislada. Unos de los nombres para Pukapuka es Isla del Peligro, que no debe ser confundida con la isla Peligro del archipiélago de Chagos en el océano Índico y el nombre con el que fue bautizada la isla por los exploradores españoles, Isla de San Bernardo. Fue nombrada así por el día de 1595 en el que fue avistada por Álvaro de Mendaña, la festividad de San Bernardo de Claraval.   
Aunque las infraestructuras están bien mantenidas, los vuelos hacia Pukapuka son raros pues la isla está mucho más cerca de Samoa que del resto de las Islas Cook. Robert Dean Frisbie inmortalizó la isla en su obra Isla del Deseo escrita en los años 1930. En febrero de 2005 Pukapuka y su vecina Nassau fueron golpeadas por el ciclón Percy que ocasionó graves daños a las propiedades e infraestructuras de las islas. La población local habla pukapukano.